# Aubazines

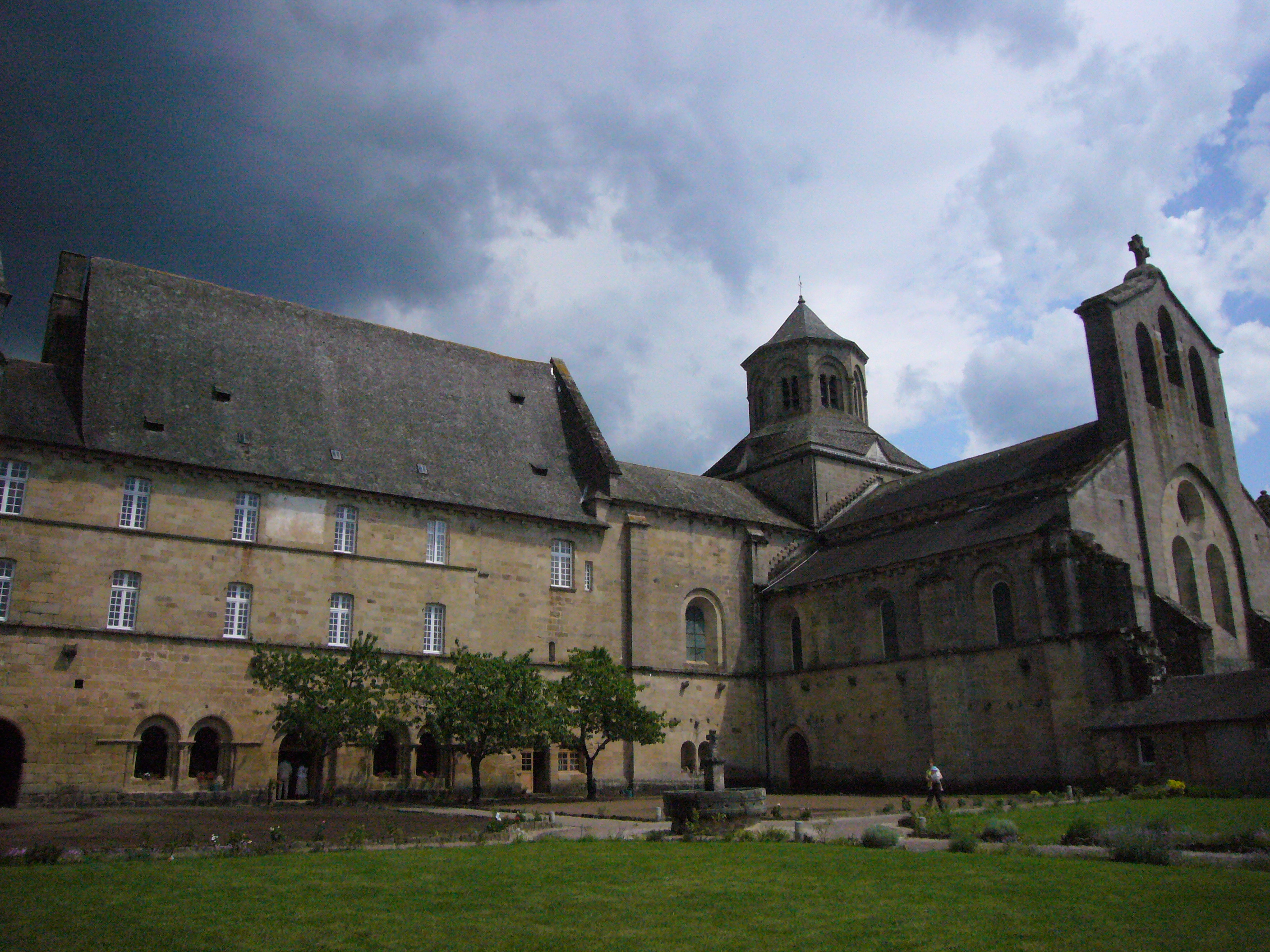
Klasztor św. Szczepana (2008)

Aubazines (fonet. Obazine) – miejscowość i gmina we Francji, w regionie Nowa Akwitania, w departamencie Corrèze.
Według danych na rok 1990 gminę zamieszkiwało 788 osób, a gęstość zaludnienia wynosiła 56 osób/km² (wśród 747 gmin Limousin Aubazines plasuje się na 166. miejscu pod względem liczby ludności, natomiast pod względem powierzchni na miejscu 469.).

## Populacja

Populacja Aubazines w latach 1962–2008